# Нове Село-1
Нове Село-1 (рос. Новое Село-1) — присілок у Лузькому районі Ленінградської області Російської Федерації.
Населення становить 29 осіб. Належить до муніципального утворення Дзержинське сільське поселення.

## Історія
Згідно із законом від 28 вересня 2004 року № 65-оз належить до муніципального утворення Дзержинське сільське поселення.

## Населення
| 1838 | 1862 | 1928 | 1958 | 1997 | 2007 | 2010 |
| ---- | ---- | ---- | ---- | ---- | ---- | ---- |
| 234  | ↘195 | ↗232 | ↘74  | ↘20  | →20  | ↗29  |